# Орден «За доблесну шахтарську працю»

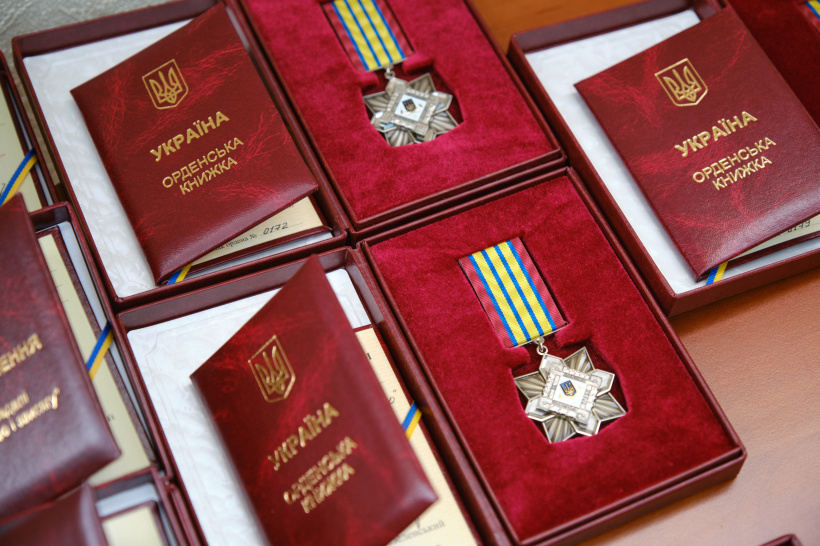
Нагородні атрибути ордена «За доблесну шахтарську працю» III ст.

О́рден «За до́блесну шахта́рську пра́цю» — державна нагорода України, встановлена для відзначення громадян за визначні трудові досягнення у видобутку вугілля, залізної руди, руди кольорових і рідкісних металів, марганцевих та уранових руд, шахтобудуванні.
Орденом можуть бути нагороджені працівники, що видобувають вугілля, залізну руду, руди кольорових і рідкісних металів, марганцеві та уранові руди, працівники шахтобудівних підприємств, які зайняті на підземних роботах повний робочий день.
Орден має три ступені; вищим ступенем ордена є I ступінь.
Автор знаків ордена — художник О. Руденко.

## Історія нагороди
- 2 вересня 2008 року Верховна Рада України прийняла Закон України № 345-VI «Про підвищення престижності шахтарської праці», згідно з яким шляхом внесення змін у Закон України «Про державні нагороди України» була встановлена нова державна нагорода України — орден «За доблесну шахтарську працю» І, II, III ступеня.

- 30 квітня 2009 року Указом Президента України В. А. Ющенко № 282/2009 було затверджено Статут ордена, що включає опис знаків ордена.

### Нагородження
- 27 серпня 2010 року Указом Президента України В. Ф. Януковича № 874/2010 «Про відзначення державними нагородами України працівників вугільної промисловості» перші 19 осіб були нагороджені орденом «За доблесну шахтарську працю» III ступеня за вагомий особистий внесок у зміцнення енергетичного потенціалу держави, багаторічну самовіддану шахтарську працю, високий професіоналізм та з нагоди 75-річчя стахановського руху і Дня шахтаря[1].

- 25 серпня 2011 року орденом «За доблесну шахтарську працю» III ступеня були нагороджені ще 27 осіб.[2]

- 23 лютого 2012 орденом III ступеня був нагороджений підземний гірник — бригадир комплексної очисної бригади акціонерного товариства «Марганецький гірничо-збагачувальний комбінат» П. І. Дзябенко[3].

- 4 липня 2012 орденом III ступеня був нагороджений бригадир гірників дільниці акціонерного товариства «Шахтоуправління „Покровське“» (м. Красноармійськ) В. Ф. Зубак.[4]

- 24 серпня 2012 року орденом «За доблесну шахтарську працю» III ступеня були нагороджені ще 47 осіб.[5]

- 22 січня 2013 року орденом III ступеня був нагороджений гірник очисного забою відокремленого підрозділу «Шахта „Прогрес“» державного підприємства «Торезантрацит» (Донецька область) Р. М. Бідношеєв.[6]

- 22 серпня 2013 року орденом «За доблесну шахтарську працю» III ступеня були нагороджені ще 30 осіб.[7]

- 30 серпня 2015 року орденом «За доблесну шахтарську працю» III ступеня були нагороджені ще 20 осіб.[8]

- 24 серпня 2017 року орденом III ступеня був нагороджений прохідник відокремленого підрозділу «Шахта „Стаханова“» державного підприємства «Красноармійськвугілля» (Донецька область) Кочаш Анатолій Дмитрович.[9]

- 23 серпня 2019 року орденом «За доблесну шахтарську працю» III ступеня були нагороджені ще 16 осіб.[10]

- 29 серпня 2020 року орденом «За доблесну шахтарську працю» III ступеня були нагороджені ще 12 осіб.[11]

## Статут ордена
- Нагородження орденом «За доблесну шахтарську працю» провадиться послідовно, починаючи з III ступеня.
- Нагородження орденом провадиться указом Президента України.
- Особу, яку нагороджено орденом «За доблесну шахтарську працю» одного із ступенів, може бути представлено до нагородження орденом наступного ступеня не раніше ніж через три роки після попереднього нагородження, за винятком представлення до нагородження осіб за виявлені особисту мужність, героїзм, пов'язані з виробничою діяльністю, а також за визначні трудові досягнення у названій сфері.
- Нагородження орденом може бути проведено посмертно.
- Особі, нагородженій орденом, вручаються знак ордена та орденська книжка встановленого зразка.

## Опис

Орден «За доблесну шахтарську працю» III ст.

Знак ордена «За доблесну шахтарську працю» виготовляється з гірського кришталю і має форму прямого рівностороннього хреста з загостреними краями. У центрі хреста вміщено ромбічний медальйон, покритий емаллю білого кольору, на якому зображено малий Державний Герб України. Під малим Державним Гербом України розміщено перехрещені кирка і молот із жовтого металу. Медальйон обрамлено зображенням перевитої у кутах стрічки, покритої емаллю темно-червоного кольору з написом «За доблесну шахтарську працю». У верхній частині стрічка облямована гілками з лаврового листя, у нижній — дубового листя. Хрест накладено на чотирикутну зірку з розбіжними ограненими черненими променями. Розмір знака ордена між протилежними кінцями хреста — 42 мм.
Знак ордена І ступеня — виготовляється зі срібла, II і III ступенів — з нейзильберу. Для І ступеня знака ордена напис, зображення гілок лаврового і дубового листя, пружки хреста та стрічки — жовтого металу. Для II ступеня знака ордена напис, зображення гілок лаврового і дубового листя, пружки хреста та стрічки — білого металу. Для III ступеня знака ордена напис, зображення гілок лаврового і дубового листя, стрічки, пружки хреста та стрічки — білого металу.
Зворотний бік знака плоский з викарбуваним номером для кожного ступеня окремо. За допомогою кільця з вушком хрест сполучається з прямокутною металевою колодкою, обтягнутою шовковою муаровою стрічкою темно-червоного кольору з поздовжніми смужками синього та жовтого кольорів:
- для І ступеня — однією жовтою смужкою посередині шириною — 10 мм і двома синіми смужками з боків — по 2 мм кожна;
- для II ступеня — двома жовтими смужками посередині шириною по 6 мм кожна, між якими і з боків — три смужки синього кольору шириною по 2 мм кожна;
- для III ступеня — трьома жовтими смужками посередині по 4 мм кожна, між якими і з боків — чотири сині смужки шириною по 2 мм кожна.

Розмір колодки: висота — 45 мм, ширина — 28 мм. На зворотному боці колодки — застібка для прикріплення знака ордена до одягу. Колодка знака ордена І ступеня виготовляється із жовтого металу, II і III ступенів — з білого.
Планка ордена «За доблесну шахтарську працю» являє собою прямокутну металеву пластинку, обтягнуту відповідною стрічкою. Розмір планки: висота — 12 мм, ширина — 24 мм.

## Послідовність розміщення знаків державних нагород України
- Знак ордена «За доблесну шахтарську працю» І, ІІ, ІІІ ступенів — на лівому боці грудей після відзнаки Президента Україні — Хрест Івана Мазепи.